# Полімерне заводнення
Полімерне заводнення (рос. заводнение полимерное; англ. polymer flooding; нім. Polymerfluten n) — фізико-хімічний метод підвищення нафтовилучення при заводненні шляхом закачування в пласт облямівки водних розчинів полімерів концентрації 0,015–0,7 % з високою молекулярною масою.
Спосіб полягає в тому, що у воді розчиняють високомолекулярний хімічний реагент — полімер поліакриламід, що володіє здатністю значно підвищувати в'язкість води, знижувати її рухливість і за рахунок цього збільшувати охоплення пластів заводненням. Полімерні розчини, володіючи підвищеною в'язкістю, краще витісняють не тільки нафту, але і пов'язану пластову воду з пористого середовища. Полімери вступають у взаємодію зі скелетом пористого середовища (породою, цементувальною речовиною). У результаті цього відбувається адсорбція молекул полімерів, що призводить до випадання їх з розчину на поверхню пористого середовища і до перекриття каналів, що знижує фільтрацію в них води. За рахунок цього суттєво зменшується динамічна неоднорідність потоків рідини і підвищується охоплення пластів заводненням: з підвищенням швидкості фільтрації і зі зменшенням розмірів каналів пор в'язкість полімерних розчинів збільшується, тобто опір пористого середовища фільтрації розчину зростає. За оцінкою інституту «Дипросхіднафта» (Росія), кількість видобутої нафти на 1 т 100%-го полімеру склала 180 т. За кордоном додатковий видобуток нафти склав 170—600 т на 1 т 100%-го полімеру, тобто збільшення нафтовіддачі не перевищує 7 — 8 %. Недоліками способу є зниження продуктивності нагнітальних свердловин через підвищену якість у привибійній зоні, відсутність установок для приготування полімерних розчинів, труднощі з забезпеченням нафтопромислів необхідними хімічними матеріалами та ін.
Вважається, що для успішного застосування процесу об'єм облямівок розчинів полімерів повинен становити 20 — 30 % від об'єму пор ділянки, яка заводнюється. При цьому порода повинна утримувати в порах не більше 100 г полімеру на 1 м3 пласта. Витіснення нафти розчином поліакріламіду концентрацією 0,05 % призводить до збільшення нафтовіддачі на 5 — 10 %.